# Фриз, Якоб Фридрих
Якоб Фридрих Фриз (нем. Jakob Friedrich Fries; 23 августа 1773, Барби — 10 августа 1843, Йена) — немецкий философ-идеалист, представитель психологического направления неокантианства, физик и математик.

## Биография
Якоб Фридрих Фриз родился в семье пастора, с 1778 г. обучался в академии Моравских братьев в Ниски. С 1795 г. изучал юриспруденцию и философию, сначала в университете Лейпцига у Эрнста Платнера, а с 1797 г. в Йенском университете у Иоганна Готлиба Фихте, а затем до 1800 г. работал частным репетитором в Цофингене, Швейцария. В Йене получил докторскую степень в 1801 г., в 1805 г. становится профессором. В 1806 г. стал профессором философии и элементарной математики в Гейдельбергском университете.
В 1808 году он был принят в качестве члена-корреспондента в Баварской, а в 1812 г. в Прусской академии наук.
С 1816 г. занимает кафедру теоретической философии в Йенском университете. В этот период он пишет работы и выступает с речами, в которых излагает свои националистические, юнионистские и антисемитские идеи. В 1818 г. лишен профессуры за участие в студенческом движении. В 1824 г. он получил разрешение снова читать лекции по математике и физике, а с 1838 г. — по философии.
Своё первоначальное философское крещение он получил от Канта, с сочинениями которого (сперва в обработке и изложении Рейнгольда) он познакомился ещё в семинарии братской общины. Психологический анализ теоретико-познавательной основы, которому Кант придавал столь большое значение в ранний период своей философской деятельности и который у него впоследствии все более и более отступает на задний план, представлялся Фризу делом первостепенной важности. Провести и обосновать такой анализ он поставил задачей своей жизни.
В Лейпциге он слушал оказавшие на него сильное влияние лекции психолога Платтнера; в Йену попал в самый расцвет философской славы Фихте. В 1805 г. он был приглашён профессором философии и математики в Гейдельберг, в 1816 г. — в Йену. Здесь он выпустил в свет свой труд «Wissen, Glaube und Ahndung», представляющий собой популярное изложение его теоретико-познавательных и религиозно-философских взглядов. Вслед за этим вышло его главное сочинение: «Neue Kritik der Vernunft» (1806—07; 2 изд., 1828—31, Гейдельберг).
Кроме влияния Канта, на Фризе отразилось влияние Якоби. Несмотря на это, положение его вполне самостоятельное; своё отношение к Канту, Якоби и романтической философии он попытался определить ближайшим образом в полемической статье, направленной против Шеллинга: «Von deutscher Philosophie, Art und Kunst» (1812). В 1816 г. он перешёл в Йену профессором теоретической философии. Свобода его политических убеждений навлекла на него неудовольствие правительства. За участие в известных вартбургских демонстрациях 1817 г. Фриз, несмотря на заступничество Карла-Августа, принужден был отказаться от преподавания философии и стал читать физику и высшую математику. О деятельности его в этих областях с похвалой отзывались Гаусс и Александр фон Гумбольдт.
По мнению Фриза, к трём «критикам» Канта должен быть добавлен их обнимающий принцип систематики. Обосновать последний он стремился, однако, не чисто умозрительным путём, но при помощи «естественного учения о человеческом духе», которое он сам называл философской антропологией, откуда и система его получила название антропологизма. Вещи мы не познаем так, как они существуют сами по себе, а только как явления. Все доступное нашим чувствам является объектом знания, сверхчувственное — объектом веры, откровение сверхчувственного в чувственном — объектом гадания (Ahndung).
Следующие три положения могут быть признаны, как справедливо указывает Ибервег, выражающими основной смысл Фризовой философии:
- чувственный мир под законами природы есть только явление,
- в основе явления лежит бытие вещей в себе,
- чувственный мир есть явление вещей в себе.

«Первое — принцип знания, второе — веры, третье — принцип чаяния. Мы знаем о бытии вещей в явлении, при помощи созерцания и понятий рассудка; мы верим по понятиям разума в вечную сущность вещей; ещё более высокое мы чаем в чувствах без созерцания и без определённых понятий». Вера, таким образом, идёт, по воззрению Фриза, самостоятельным путём, не касаясь области научного исследования.
В сравнении с Кантом Фриз признавал за философской эстетикой гораздо большее значение для философии религии, чем и обосновывал «эстетический рационализм». Чуждый основных тенденций романтической философии, к эпохе пышного расцвета которой относятся его жизнь и деятельность, Фриз не раз подвергался насмешкам Гегеля, да и до последнего времени оценка его философских заслуг нередко бывает односторонней и пристрастной, как это видно, например, из «Истории философии» Виндельбанда.
Несомненная заслуга Фриза состоит в том, что он в области теории познания, психологии и этики высказал такие идеи, глубоко жизненное значение которых продолжает сказываться и в наше время, тогда как умозрительные системы романтизма давно уже представляют исключительно исторический интерес.

## Труды
Среди многочисленных философских сочинений Фриза, помимо указанных выше, заслуживают упоминания ещё следующие:
- «Philosophische Rechtslehre oder Kritik aller positiven Gesetzgebung» (Йена, 1803);
- «System der Philosophie als evidente Wissenschaft» (Лейпциг, 1808);
- «System der Logik» (Гейдельберг, 1811; 3 изд., 1837);
- «Vom deutscheu Bund u. deutscher Staatsverfassung; allgemeine staatsrechtliche Ansichten» (ib., 1816; нов. изд., 1831);
- «Handbuch der praktischen Phi l osophie» (Лейпциг, 1817—32);
- «Handbuch der psychischen Anthropologie» (Йена, 1820—21; 2 изд., 1837—39);
- «Mathematische Naturphilosophie» (Гейдельберг, 1822);
- «System der Metaphysik» (ib., 1824);
- «Geschichte der Philosophie, dargestellt nach den Fortschritten ihrer Entwickelung» (Галле, 1837—40);
- «Versuch einer Kritik der Principien der Wahrscheinlichkeitsrechnung» (Брауншвейг, 1842);
- «Die Lehren der Liebe, des Glaubens und der Hoffnung, oder Hauptsätze der Glaubens und Tugendlehre» (Гейдельберг, 1823),
- Философский роман «Julius und Evagoras, oder die Schönheit der Seele» (Гейдельберг, 1822).

Φризу принадлежит также несколько крупных трудов по математике и физике:
- «Versuch einer neuen Darstell. d. Theorie des Lichts und d. Warme» («Scherer’s Journal», I, 1802);
- «Entwurf des Systems der theoretischen Physik» (Гейдельберг, 1813);
- «Ueber d. optischen Mittelpunkt im menschl. Auge» (Йена, 1839).

## Школа
Вокруг философских учений Фриза сгруппировалась целая школа его последователей, к которой, кроме Шлейдена, принадлежат: Апельт, Мирбт, ван Калькер, Халлир, Th. Schmid, математик Шлемильх и теолог де Ветте. Влияние Фриза сказалось также на Бенеке, а затем — на Ю. Б. Мейере, стороннике психологического эмпиризма.